# Mesochorus samarae
Mesochorus samarae är en stekelart som beskrevs av Schwenke 1999. Mesochorus samarae ingår i släktet Mesochorus och familjen brokparasitsteklar. Inga underarter finns listade i Catalogue of Life.